# نضناض
النَضْناض أو قنفذ النمل أو آكل النمل الشائك هو حيوان ثديي بيوض ينتمي إلى رتبة وحيدات المسلك، يوجد منه خمسة أنواع موزعة بين أستراليا وغينيا الجديدة. ينتمي النضناض مع خلد الماء إلى الرتبة الحيوانية الثدييات التي تضع بيضًا ولا تلد، وهي تطورت من «مدموجة الأقواس».

## اقرأ أيضا
- خلد الماء
- مندمجات الأقواس
- وحشيات الأقواس